# Pollensa

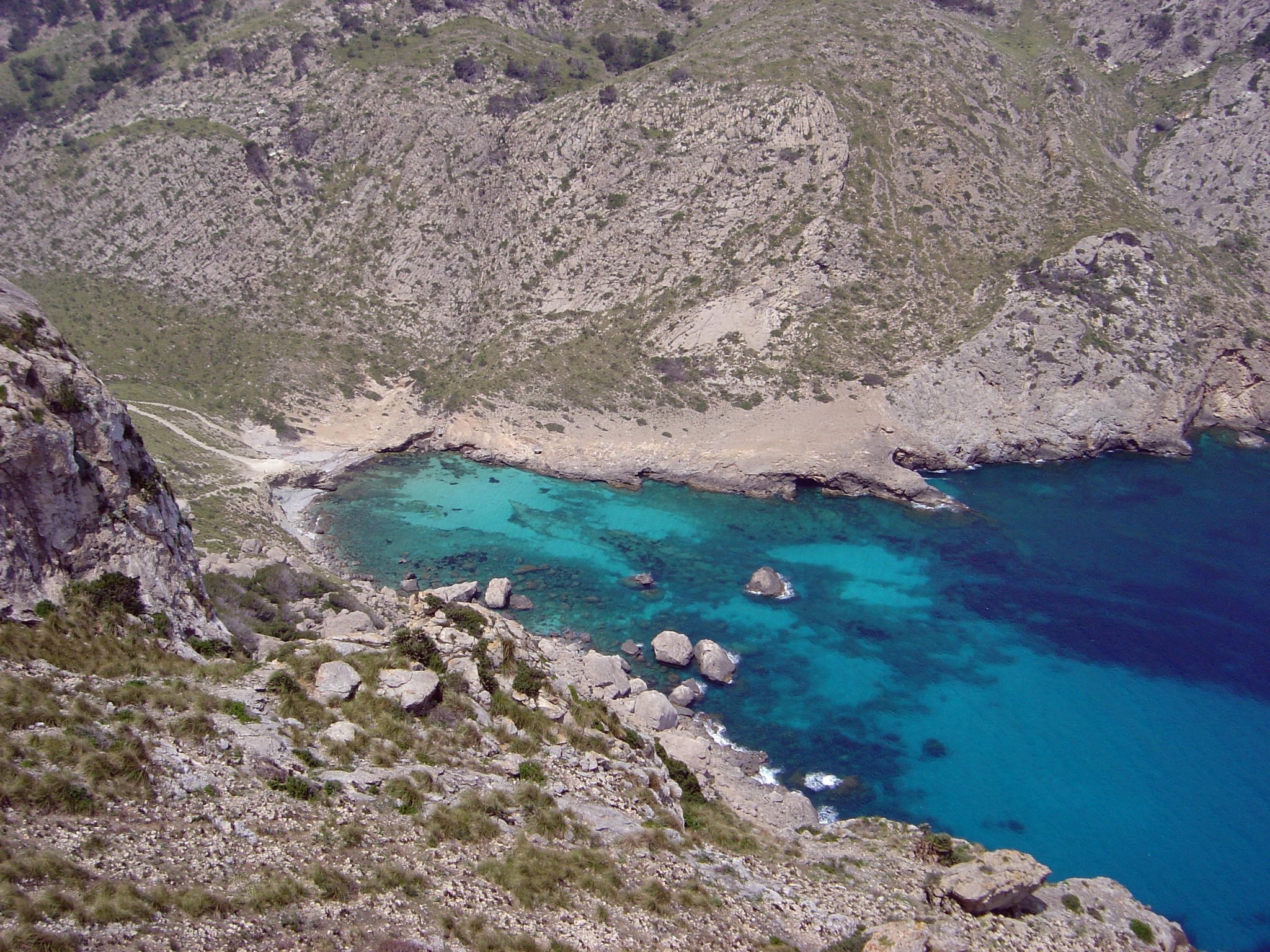
Plaża Cala Figuera

Pollensa (katal. Pollença) − miasto w Hiszpanii, na wyspie Majorka. Zamieszkane przez ok. 9 tys. osób.
Pollensa znajduje się na północnej części wyspy. Centrum miasta charakteryzuje się nieregularnie biegnącymi uliczkami, tworzącymi labirynty, przypominające mauretańską medynę. Większość domów jest surowych i nieprzystępnych. Jest to pozostałość z XVII i XVIII wieku. Szczególną urodą odznaczają się liczne balustrady balkonowe. Na Plaça d` Almoina stoi symbol miasta: El Gallo (kogut), usytuowany na fontannie o tej samej nazwie. Fresk na ścianie jednego z domów upamiętnia Sant Vicente Ferrera, dominikanina, który w XVII w. rozdawał na Majorce jałmużny oraz występował z gniewnymi kazaniami przeciwko heretykom i Żydom. Nieco dalej na północ, usytuowany jest kościół Monti.sión z 1667 r.  Pollensa umiejscowiona jest przy paśmie gór Sierra de Tramuntana, ok. 7 km od brzegu morza, nad którym ulokowany jest port w miejscowości Puerto Pollensa. Miasto graniczy z miejscowościami Campanent, Escorca, Sa Pobla i Alcudia. W łagodnym klimacie śródziemnomorskim temperatura zimą nie spada poniżej 7 stopni. Na głównym placu Plaza Major znajduje się zbudowany przez templariuszy kościół Nostra Senyora dels Àngels. Nieopodal znajduje się Calvaria − wzgórze z kapliczką, na które prowadzi 365 schodów. W Wielki Piątek ma tu miejsce procesja drogi krzyżowej. Na północy dobrze zachowany most z czasów rzymskich. W mieście znajdują się też dwa muzea oraz pracownia ceramiki.

## Historia
Miasto zostało założone w XIII w. p.n.e. W celu ochrony przed najazdami ze strony piratów usytuowano je ok. 6 km od wybrzeża. W Pollensa jak i na całej wyspie rozwijała się kultura talayotycka − od talajotów, czyli kamiennych wież w kształcie stożka wznoszonych od 1300 r. p.n.e. Wyspę odwiedzali Grecy, Fenicjanie i Kartagińczycy. W 123 r. p.n.e  W Pollensa jak i na całej Majorce osiedlili się Rzymianie, o czym świadczą ślady osadnictwa w miasteczku. Ich wpływ na rozwój miasteczka był znaczący. Wprowadzili uprawę winorośli, drzew oliwnych i zboża. Założyli miasta, zbudowali fortyfikacje i drogi, z którymi pokrywają się dzisiejsze drogi. Rzymianie zbudowali most – Pont Roma, łączący brzegi strumienia San Jordi, którego korytem płynie woda po obfitych opadach w górach. W przeszłości wchodził w skład sieci dróg zbudowanych przez Rzymian. Kilometr na północ od mostu na prywatnym terenie zachowały się fragmenty akweduktu służącego do transportowania wody z górskiego źródła do rzymskiej Pollentii (obecnie Alcúdia). Następnie w roku 425 pojawili się Wandalowie, a po nich Bizantyjczycy, którzy wznieśli na wyspę pierwsze kościoły, zaś na samym końcu pojawili się i wikingowie. W 1229 r. odebrał Majorkę muzułmanom król aragoński Jakub I Zdobywca.  Podczas rządów obecnego króla miasto zbudowało surowy kościół na głównym placu − Nostra Senyora dels Àngels. Ataki pirackie były dość powszechne na wyspie. W XVI w. ludność, aby uniknąć rabunków, budowała miasta i wsie w głębi lądu. Z dala od portów co widać po strukturze miasta Pollensa. Najsłynniejszym z najazdów piratów był najazd z roku 1550. Wtedy w Pollensa jeden z mieszkańców, Joan Mas, zebrał małą grupę obywateli, którzy walczyli z piratami. Zwycięstwo nad nimi obchodzone jest co roku 2 sierpnia. Podczas obchodów odtwarzana jest zwycięska bitwa.

## Architektura
Architektura miasta posiada bogatą historię. W pierwszej połowie XX wieku miasto stało się kolonią zamieszkiwaną przez artystów. Pozostałością po tych mieszkańcach są liczne galerie. Na głównym placu Plaza Major znajduje się zbudowany przez templariuszy kościół Nostra Senyora dels Àngels. Kościół został odnowiony w XVIII wieku, zmieniając wygląd na bardziej barokowy. Najcenniejszym elementem wnętrza jest Madonna Anielska, wykonana w 1430r, oraz wielopoziomowy ołtarz ozdobiony wieżyczkami. Nieopodal ukazuje się Calvaria z XIII w. - wzgórze z kapliczką, w której znajduje się figurka Mare de Déu del Peu de la Creu (Matki Bożej u stóp krzyża), na które prowadzi 365 schodów. W pobliżu Calvarii znajduje się punkt widokowy, z którego widać całą panoramę miasta oraz sąsiadującego z nim portu. W mieście znajdują się również dwa muzea oraz pracownia ceramiki. Na Plaza Major jest wiele restauracji. W każdą niedzielę odbywa się tam targ. Znajduje się tam aż 300 stanowisk, pośród których można znaleźć wiele produktów spożywczych, rękodzieła, obuwie, odzież oraz wiele charakterystycznych produktów, typowych dla Majorki.

## Kultura
Od wczesnych lat XX wieku Pollenca stała się ulubionym miejscem dla artystów odwiedzających wyspę. Osoby takie jak Miguel Costa Llobera, Ramon Pico Campamar, Santiago Rusiñol, Joaquín Mir, Anglada Camarasa, Tito Cittadini czy Dionís Bennàssar przyczynili się swoimi pracami literackimi do tego, że Pollensa jest znana. Obecnie miasteczko nadal cieszy się popularnością w świecie artystycznym. Dzięki inicjatywom publicznym, takim jak Międzynarodowy Festiwal Muzyki, Muzeum Pollensa i prywatnym inicjatywom jak Casa-Museo Dionís Bennàssar, oraz dużej liczbie galerii. Puerto Pollensa, zainspirowało kompozytora z Argentyny Marilina Ross, aby napisać piosenkę „Puerto Pollensa” spopularyzowaną przez piosenkarkę Sandrę Mihanovich.

## Natura
Wielu miłośników przyrody przyjeżdża do Pollensa podziwiać jej piękno naturalne. Takim naturalnym pięknem niezmienionym przez człowieka są góry Sierra de Tramuntana. Pollensa jest rajem dla ornitologów. Osoby interesujące się naturą, znajdą tam wiele różnorodnych gatunków ptaków, które można obserwować na polach, terenach podmokłych, wybrzeżach oraz lasach. Skaliste klify Formentor, dają schronienie nadgórnikom, jaskółkom, orłom włochatym oraz kaniom rudym. Można zobaczyć urubu czarnego, zaliczonego do najbardziej zagrożonych europejskich gatunków. U dołu klifu przechadzają się czarne bociany. Łącznie możemy znaleźć 370 gatunków ptaków. Ptaki objęte ochroną to flamingi , bączki, błotniaki, czaple. Większość z tych ptaków odwiedza wyspę podczas zimowej emigracji. Obszar ten charakteryzuje się również bogatą bioróżnorodnością. Zaobserwujemy tam wiele drzew oliwnych, które charakteryzują Majorkę.

## Kuchnia
Pollensa słynie z kuchni śródziemnomorskiej. Obszar ten oferuje szeroki wybór restauracji zarówno w kuchni lokalnej jak i międzynarodowej. Warto spróbować kiełbasy fuet, butifarra, sobrasada, oraz w każdy czwartek wybrać się na słynne przekąski tapas. W mieście można kosztować charakterystycznych dla Majorki dań, których nie można spotkać w innych częściach Hiszpanii.

## Osoby sławne
- Alberta Giménez Adrover, pedagog (1837–1922) znana jako „Madre Alberta"
- David Tavaré, piosenkarz i producent.
- Dionís Bennassar, malarz (1904–1967).
- Guillem Cifre de Colonya, nauczyciel, Bankier i założyciel Caixa d'estalvis Colonya (1852–1908)
- Marta Ferrer, piosenkarka i aktorka.
- Miquel Costa i Llobera, poeta i kapelan (1854–1922).
- Pedro Cifré, koszykarz.
- Sete Benavides, kajakarz olimpijski[6].